# Zachodnie Wybrzeże

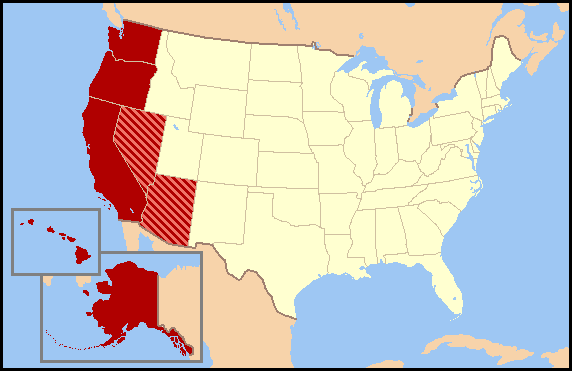
Zachodnie Wybrzeże

Zachodnie Wybrzeże (ang. West Coast, nazywane także Pacific Coast) – region geograficzny na zachodnim wybrzeżu Stanów Zjednoczonych. W jego skład wchodzą stany Kalifornia, Oregon i Waszyngton, a także oddalone Alaska i Hawaje. Często z przyczyn gospodarczych i kulturowych dołącza się tu także niemające kontaktu z morzem stany Nevada i Arizona.